# Arcadia (California)
Arcadia è una città della contea di Los Angeles che si trova a circa 13 miglia a nordest di downtown Los Angeles nella valle di San Gabriel, alle pendici delle San Gabriel Mountains. È il sito del Santa Anita Park e del Los Angeles County Arboretum and Botanic Garden.  Al censimento del 2000, la città aveva una popolazione di 53 054 abitanti. La stima del 2005 era di 56.565.
È nota per essere la città in cui è stato aperto il primo ristorante della catena di fast food McDonald's e per la vicenda di Genie.